# Philip W. Majerus
Philip Warren Majerus (* 10. Juli 1936 in Chicago, Illinois; † 8. Juni 2016 in St. Louis, Missouri) war ein US-amerikanischer Hämatologe und Biochemiker. Er ist vor allem für seinen Nachweis bekannt, dass niedrig dosierte Acetylsalicylsäure als Thrombozytenaggregationshemmer eingesetzt Schlaganfälle und Herzinfarkte verhüten kann.
Majerus erwarb 1958 an der Notre Dame University einen Bachelor und 1961 an der Washington University in St. Louis einen M.D. als Abschluss des Medizinstudiums. Als Assistenzarzt arbeitete er am Massachusetts General Hospital und als Forschungsassistent am damaligen National Heart Institute (heute National Heart, Lung, and Blood Institute), einer Einrichtung der National Institutes of Health, NIH. 1966 erhielt er eine erste Professur (Assistant Professor) an der Washington University in St. Louis, 1971 erhielt er eine ordentliche Professur für Innere Medizin und 1976 eine für Biochemie. Gemeinsam mit Stuart Kornfeld leitete er die dortige Abteilung für Hämatologie. 2014 wurde Majerus emeritiert.
Majerus befasste sich mit den Mechanismen der Thrombozytenaggregation und der Bildung von Blutgerinnseln und der aktiven Rolle, die Blutplättchen bei diesen Prozessen spielen. Seine Entdeckung, dass Acetylsalicylsäure die Bildung von Blutgerinnseln hemmen kann, hat wahrscheinlich Tausenden von Menschen das Leben gerettet. Weitere Arbeiten Majerus’ befassten sich mit der Rolle des Inosit bei der Blutgerinnung aber auch bei zahlreichen anderen Funktionen der Zelle einschließlich des programmierten Zelltods.
Philip W. Majerus war mit in zweiter Ehe mit Elaine Flansburg verheiratet, einer Professorin für Innere Medizin. Aus seiner ersten Ehe mit Suzanne Thompson hatte er vier Kinder. Philip Majerus starb 2016 an Prostatakrebs.

## Auszeichnungen (Auswahl)
- 1981 Dameshek Prize der American Society of Hematology[1]
- 1986 Mitglied der National Academy of Sciences[2]
- 1988 Mitglied der American Academy of Arts and Sciences[3]
- 1991 George M. Kober Lectureship[4]
- 1993 Pasarow Award für Herz-Kreislauf-Forschung[5]
- 1998 Bristol-Myers Squibb Award
- Mitglied des Institute of Medicine
- Mitglied der American Society for Clinical Investigation